# Atlas Crusius

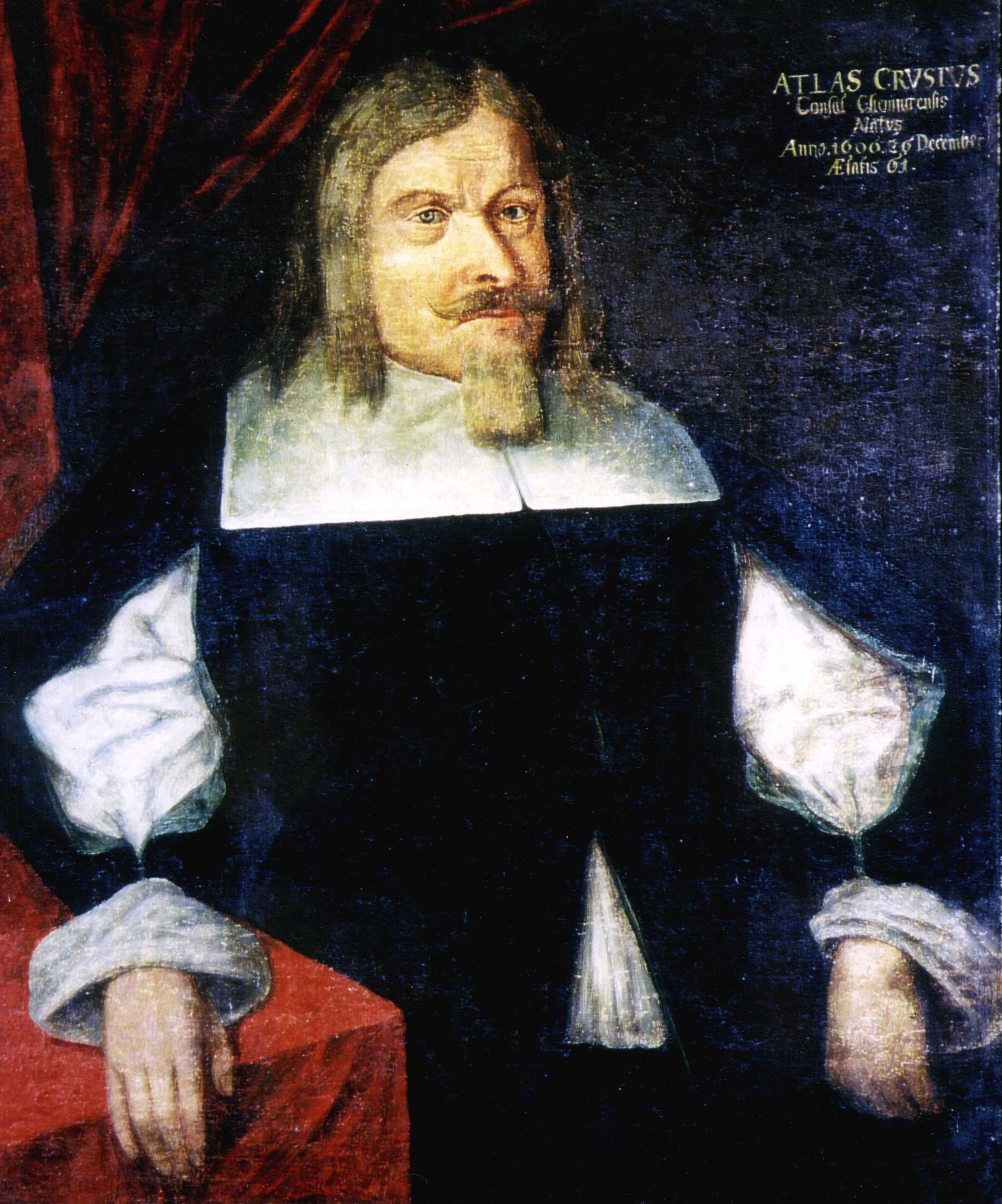
Atlas Crusius im Alter von 61 Jahren

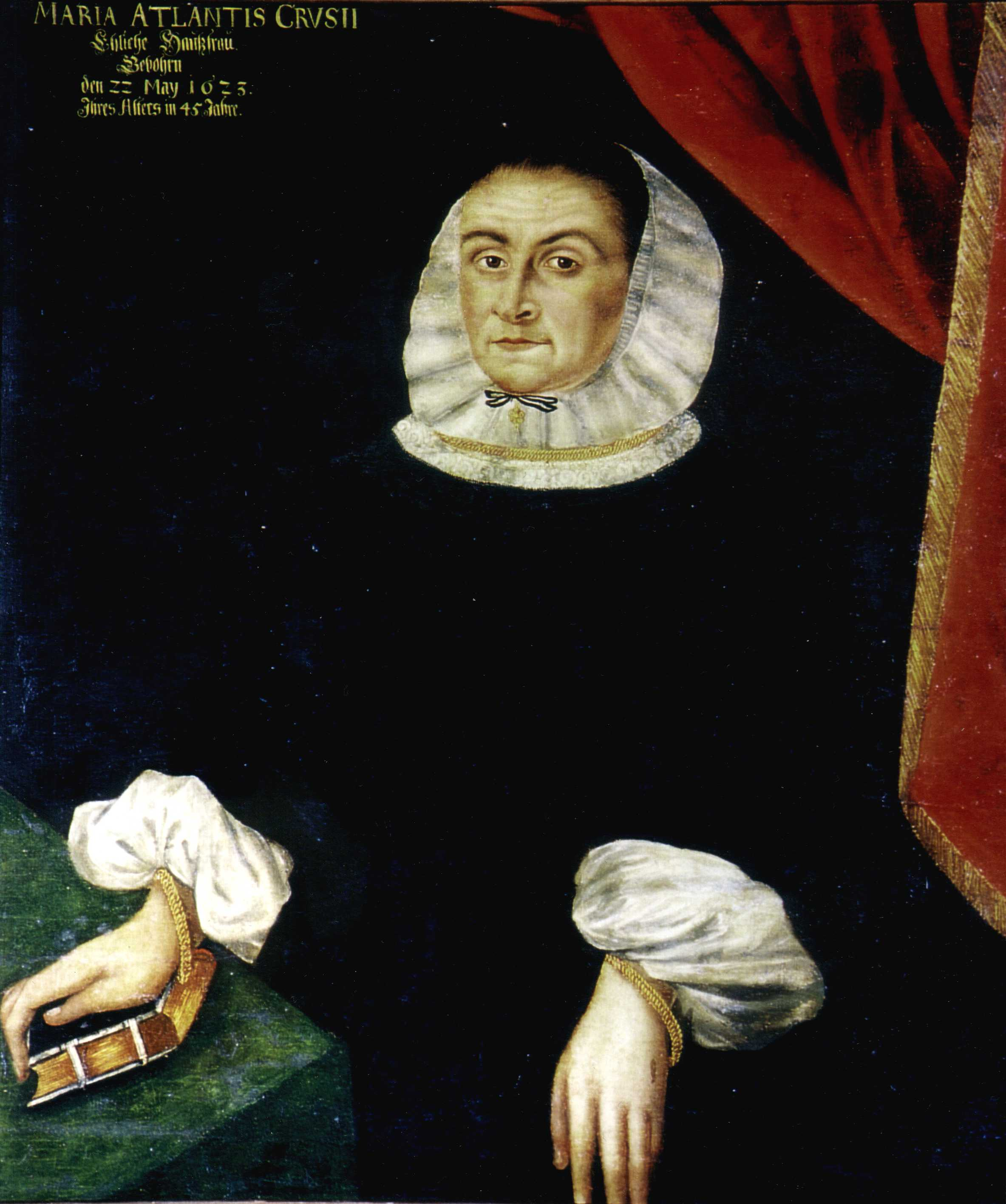
Maria Wetzel, 2. Ehefrau von Atlas Crusius, im Alter von 44 Jahren

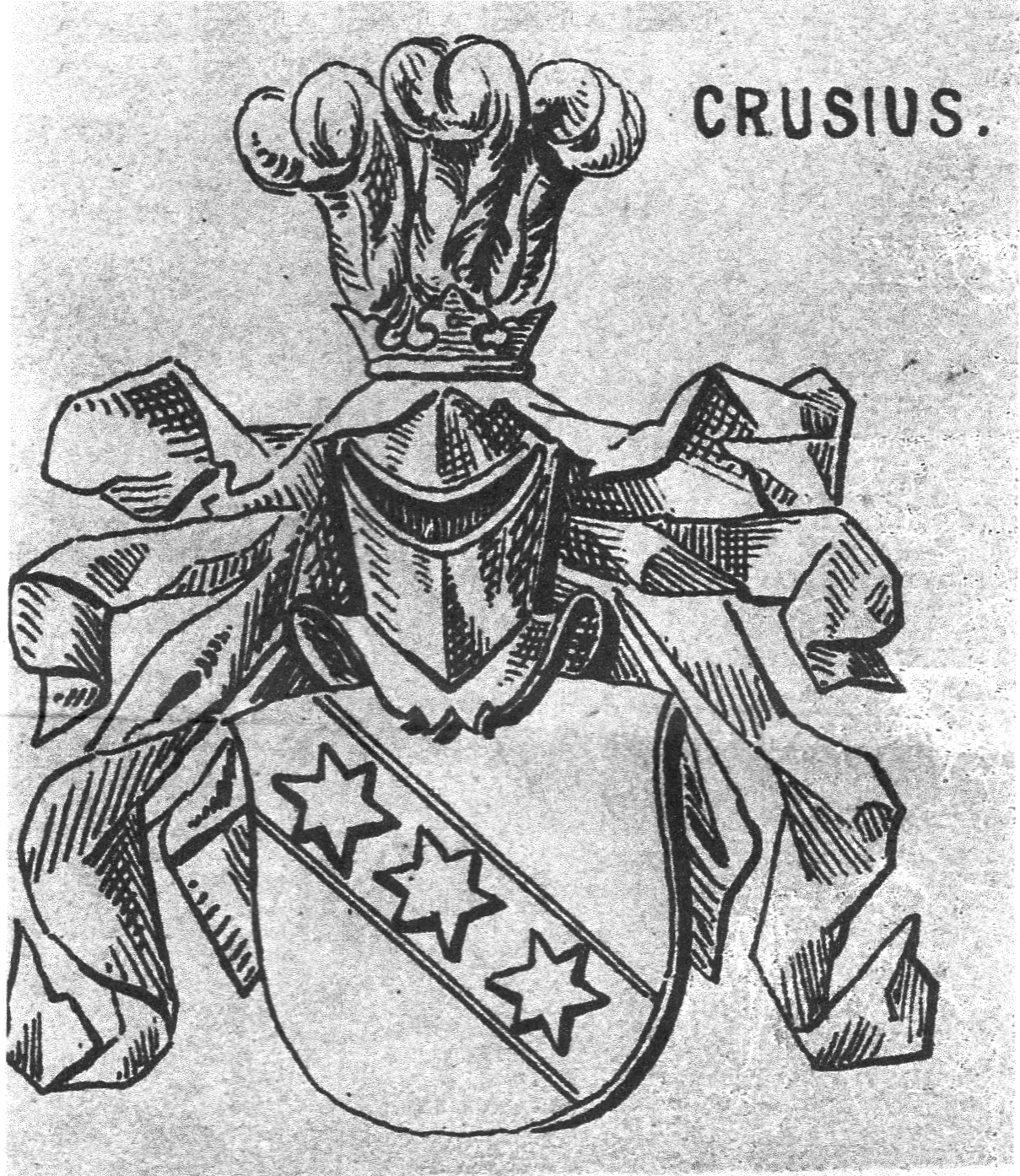
Crusius-Wappen

Atlas Crusius (* 26. Dezember 1606 in Syhra; † 15. Mai 1679 in Chemnitz) war Bürgermeister der Stadt Chemnitz.

## Leben
Atlas Crusius war der jüngste Sohn von Balthasar Crusius. Vermutlich besuchte er die Dresdner Kreuzschule, wo er als Schüler und Adjuvant eine hervorragende musikalische Ausbildung genoss. Im Jahr 1625 wurde er an der Universität Leipzig immatrikuliert.
1634 wurde er nach Chemnitz zum Kantor und 3. Schulkollegen in die Lateinschule berufen. Dort heiratete er am 12. April 1635 Maria Steiner, die Witwe seines Amtsvorgängers, des Kantors Elias Greim. Sie starb bereits 1639. Am 9. März 1641 heiratete Crusius in zweiter Ehe Maria Wetzel, die Tochter des Hieronymus Wetzel, Bäckermeister und Kirchenvorsteher von St. Jakobi.
1644 wurde er Ratsherr (Senator) in Chemnitz und 1648 Stadtrichter (Praetor). Ab 1663 bis 1675 wurde er sechsmal zum Regierenden Bürgermeister (Consul) der Stadt Chemnitz gewählt.
Seine Lebensleistung besteht darin, den Wiederaufbau von Stadt, Wirtschaft, Infrastruktur und Kultur nach den Wirren und Zerstörungen des Dreißigjährigen Krieges gefördert zu haben.
Atlas Crusius starb 1679 und wurde an der Johanniskirche in Chemnitz „außen an der Mauer bey der kleinen Thüre an der Sakristey“ in einem Ehrengrab beigesetzt. Er hatte zwei Kinder aus erster und vier Kinder aus zweiter Ehe.
Seine Stammliste ist in der Stammliste seines Vaters Balthasar Crusius enthalten.